# Kosmos 96
Kosmos 96 è la denominazione ufficiale di una sonda spaziale sovietica, lanciata nell'ambito del programma Venera. La sonda probabilmente avrebbe dovuto essere chiamata Venera 4, ma non avendo potuto lasciare l'orbita terrestre per un'esplosione avvenuta in orbita e di conseguenza non potendo raggiungere i suoi obiettivi, le venne attribuito ufficialmente il nome di Kosmos 96: era probabilmente simile alla precedente Venera 3.
La sonda fu lanciata il 23 novembre 1965 con l'obiettivo di raggiungere il pianeta Venere e di penetrare nella sua atmosfera. Rientrò nell'atmosfera terrestre il 9 dicembre 1965 con una pioggia di frammenti che caddero nei pressi di Kecksburg, in Pennsylvania (USA). L'evento, divenuto celebre come l'Incidente di Kecksburg, è considerato dagli ufologi come lo schianto al suolo di un UFO.